# 洪智坤
洪智坤（1970年—），臺灣政治幕僚，東吳大學政治學系畢業，國立臺灣大學國家發展研究所碩士，曾任高雄市政府市政顧問、高雄市市長陳菊辦公室主任、民主進步黨中央執行委員、國立臺灣大學研究生協會副會長、臺北市政府市政顧問、臺北市政府廉政透明委員會委員。

## 生平

### 早年
洪智坤曾患有小兒麻痺。高中考上臺中二中後，曾參與辯論社，對於政治問題與社會運動開始有了思考；之後又受到鄭南榕因為爭取言論自由而自焚一事激勵，立志要進入政治系。大學進入東吳大學政治學系就讀。曾因陳菊的介紹，擔任民主進步黨主席施明德的秘書。

### 加入民進黨
1993年，23歲的洪智坤加入民主進步黨，之後擔任陳菊的核心幕僚而進入新潮流系。
2006年，陳菊當選高雄市市長後，洪智坤擔任市長陳菊的辦公室主任。
2012年2月16日，洪智坤以「失憶」二字形容本月15日民進黨主席蔡英文向民進黨中常會提交的敗選檢討報告初稿，直言民進黨「議題設定失敗、危機處理失當、決策核心失能」三個原因導致蔡英文敗選，批評蔡英文競選總部總幹事吳乃仁在敗選後跑路不見人影。
2012年8月29日，民進黨主席蘇貞昌到宜蘭縣為該黨提名礁溪鄉鄉長補選候選人林錫忠站台，卻傳出這不是蘇貞昌上任黨主席後第一場選戰，因為民進黨在本月中旬的花蓮縣壽豐鄉與臺東縣海端鄉鄉長補選都未提名候選人，民進黨中央黨部組織部主任李文忠卻回應“政治是現實的，如果一次又一次打敗（敗選），這對民進黨是好事嗎”；洪智坤聽聞此事之後回應，蘇貞昌都已經說要檢討了，李文忠的說法不但是質疑蘇貞昌、也突顯組織部過於保守，是民進黨的不幸。 
2014年7月19日，媒體報導，洪智坤將在民進黨第16屆全國黨代表大會提案《台海發展決議文》，日前有不少人撤簽，卻隨即有人補簽，原因恐怕與提案內容的第二項主張「在一中多元化架構下，與中國大陸對等參與國際組織」有關。同日晚間，洪智坤受訪說，他提案理由是，為強化台灣內部共識，推動兩岸公民社會交流，在多元化架構下與中國大陸對等參與國際組織、發展有尊嚴的經貿往來，擬提出《台海發展決議文》；民進黨中央黨部秘書處卻刻意洩露片段訊息誤導媒體，在中執委選舉投票前一天阻擾他的選情，他極度不滿；他的前提是台灣加入聯合國等國際組織以後，台海兩岸可以多元化地討論一個中國的問題，一個中國不要模糊、而要從「求同存異」到「面對差異」。
2014年7月20日，民進黨召開第16屆全國黨代表大會改選中央執行委員，尋求連任的洪智坤僅得7票落選。

### 輔佐柯文哲
2014年六都市長選舉時，洪智坤成為臺北市市長候選人柯文哲的文膽，以文筆犀利、反應敏捷聞名；柯文哲當選後，洪智坤就任臺北市政府市政顧問、臺北市政府廉政透明委員會委員。

### 洩漏公文案
2015年5月25日，針對洪智坤洩露台北大巨蛋案公文給媒體和名嘴案，臺北市政府人事處開會檢討議處，經市長柯文哲核定發布，洪智坤記兩小過並暫停參加例行的市長室會議；同月26日晚間，洪智坤僅回應「坦然接受，一切歡喜付出、甘願承擔」。
2016年1月8日，民進黨台北市議員王世堅接受民視新聞採訪時指控洪智坤收受遠雄企業團不當高額價金，洪智坤宣布將控告王世堅涉嫌《中華民國刑法》「加重誹謗罪」，王世堅回應「要告就來告」。洪智坤說，他在民進黨中執委任內與王世堅結怨，才會慘遭王世堅抹黑。
2016年8月24日，臺灣臺北地方法院判決，王世堅僅辯稱消息來源是不能透露姓名的某位法界人士及臺北市政府官員，始終未能提出證據證明洪智坤收了遠雄的錢，故依加重誹謗罪判處拘役50天、得易科罰金新臺幣5萬元。
2016年12月20日，臺灣高等法院確定判決，王世堅拘役50天、得易科罰金新臺幣5萬元；法官認為，王世堅若握有洪智坤不法證據，應提供檢調追查弊案，不該空言泛稱「聽聞自某不可表露姓名之法界人士、市府官員而來」，否則徒增輿論流言蜚語、損害洪智坤名譽。

## 爭議事件

### 貪污
2010年11月3日，《台灣壹週刊》指控，陳菊競選辦公室主任洪智坤被檢調發現，他在高雄市政府任職不久後，密集購入總價新臺幣三千萬元的三戶豪宅，其中隆大營建“美術鳳凰”2戶還是直接找隆大營建董事兼高雄市政府市政顧問林中進洽購，洪智坤與家人置產行為財富官職不相稱，資金來源有問題。同日上午，洪智坤在陳菊競選總部召開記者會說，他與其妻月薪近新臺幣20萬元，目前只有價值新臺幣2540萬元的房子一戶，每個月繳貸款新臺幣6萬元，負擔得起；他沒有像《台灣壹週刊》寫的有一戶豪宅，他自動報請高雄市政府政風處調查後查無任何不法，他任職高雄市政府期間迄今從未有任何案件遭到檢調約詢、調查或偵辦，他將對《台灣壹週刊》提告。

### 賄選
2011年6月29日，民進黨第14屆中央執行委員會第15次會議通過第八屆全國不分區立法委員候選人名單，民進黨中央執行委員洪智坤同日提醒，被列為不分區立委第三名的全國工人總工會理事長鄭素華是2005年羅文嘉參選台北縣長時走路工賄選事件的被告，經起訴並判刑定讞，可能有司法問題，日後恐被國民黨拿來攻擊。2011年6月30日，民進黨發言人陳其邁表示，鄭素華在羅文嘉參選台北縣長時涉及選舉動員事務遭判緩刑，但緩刑期已滿，刑期宣告就失去效力；因此提名她擔任不分區立委，法律上沒有問題。
2011年7月5日，洪智坤說，新潮流系的段宜康與林錫耀推薦鄭素華為民進黨全國不分區立法委員第三名，而且整個過程竟然能隱瞞鄭素華在2005年台北縣長選舉中的走路工賄選紀錄，連身兼提名小組召集人的民進黨主席蔡英文都不知情，顯示派系運作力道之大。段宜康在facebook批評洪智坤：「無憑無據指控我，就算了；把林錫耀扯進來，又有何證據？錫耀是蔡英文的執行總幹事，小英（蔡英文）要怎樣選下去？」洪智坤則在facebook回批段宜康：「事前不敢讓小英知道鄭的賄選紀錄，出事後搞得烏煙瘴氣，不是陷小英於不義？是這樣替蔡英文助選的嗎？」同日，洪智坤在facebook說：「有記者問我，段宜康和我都出自新潮流系，為什麼意見不同？我只是淡淡地回答：二十年前，我們都反對走路工賄選；只是二十年後，我還是反對走路工，而小段（段宜康）在替走路工緩頰叫屈而已。」
2012年7月15日，民進黨舉辦全國黨代表大會，改選中執委、中常委、中評委。2012年7月16日，洪智坤在facebook指控，本次中常委及中執委選舉有黑道介入：因貪污罪被判處有期徒刑6年的臺灣高雄農田水利會會長李清福在本月14日晚間動用高雄市「黃、賭、毒」（色情業、地下賭博、毒品）黑道角頭北上台北君悅酒店護盤，陳菊卻力挺李清福，最後李清福以「陳菊代理人」之姿當選中常委而政憲臨陣棄選中常委，與民進黨追打林益世索賄案的行為完全相反，「我敢冒著生命危險公開此事，民進黨中央敢不敢徹查？」2012年7月17日，洪智坤在facebook發布聲明，宣布將向民進黨中央具名檢舉本月14日晚間黑道介入中常委選舉案，並呼籲李清福辭任中常委；同日，民進黨發言人林俊憲說，民進黨中央黨部會請組織部去瞭解洪智坤的指控，「民進黨絕不允許黑道介入或買票情形」。2012年7月18日，洪智坤向民進黨中央黨部遞出檢舉函，指控李清福涉嫌貪污罪故不符中常委參選資格，高雄市政府兵役局局長趙文男是這次陳菊團隊主導民進黨中執委及中常委選舉的操盤手，陳菊應了解趙文男有無將「政治」與「社會事」混淆在一起；同日，趙文男駁斥，李清福的參選資格沒問題，民進黨中央也有資格審查參選資格，他沒有能耐去操縱別人，洪智坤太抬舉他了；同日，林俊憲說，民進黨中央還沒收到洪智坤的檢舉函，一收到就會立即處理。2012年7月19日，李清福向民進黨中央檢舉，洪智坤在2012年中華民國總統選舉前「夜奔敵營」提供相關資訊給中國國民黨立法委員邱毅，是叛黨行為，民進黨中央應盡速調查；同日，洪智坤回應，他跟邱毅還有官司未了，他「什麼時候把邱毅的話當聖旨」，李清福此舉是刻意轉移焦點，他不排除控告李清福；同日，林俊憲說，民進黨組織部已經收到李清福具名檢舉洪智坤的信函。
2012年7月20日，《美麗島電子報》專欄作家陳淞山（前陳水扁辦公室主任）撰文批評，本案是洪智坤「趁菊系內訌而捕風捉影、見縫插針的權鬥連環計」，洪智坤意圖拉下李清福、讓擁有民間全民電視公司主導權的蔡同榮「敗部復活」遞補中常委，「我們必須合理懷疑，主導這場劇碼的關鍵主角應該就是蔡同榮，而洪智坤只是扮演軍師、攻擊手的角色」，蔡同榮與洪智坤此舉是「毀黨」、「滅黨」的政治操作。
2012年7月25日，民進黨舉行中執會，會後洪智坤改口稱李清福「在地方是也是個慈祥的長輩」，他「有用眼神跟他（李清福）致意」，但他在李清福案中自始自終的說法都是事實，黨紀的部分要看黨中央怎麼處理，「畢竟我是一個孤鳥」，他還是主張李清福應該辭去中常委；同日，李清福回應，民進黨中執會已經審查通過他的資格，他請洪智坤講清楚誰是黑道，至於他要不要跟洪智坤溝通，「他（洪智坤）若善意，大家都不要緊」。
2013年4月29日，民進黨主席蘇貞昌宣布，未來民進黨中央將採實質審查方式遏止黑道入黨；同日，洪智坤在facebook批評，2012年民進黨許多派系和稀泥不願面對李清福案，今天只因人頭黨員會影響2014年黨主席選舉就高喊反黑，這完全是政治利益思考，「做得到的事情不做，做不到的事情拚命講，就是假反黑」。

### 誹謗
2012年7月30日，洪智坤在facebook指控，中華民國副總統吳敦義夫婦曾於2011年7、8月帶前行政院秘書長林益世密會中國鋼鐵董事長鄒若齊「喬事情」，他要求最高法院檢察署特別偵查組調查吳敦義與鄒若齊是否涉入林益世索賄案；中鋼與鄒若齊提起自訴，控告洪智坤誹謗罪。臺灣高雄地方法院審理調查吳敦義與鄒若齊於2011年7、8月間行程，都無到中鋼視察或會面紀錄；洪智坤到庭也坦承，他在facebook發表文章時就已知悉，吳敦義與鄒若齊並非在他所指的2011年7、8月間見面。2015年2月，臺灣高雄地方法院一審判決，認定洪智坤所言不實，依誹謗罪判處洪智坤有期徒刑3個月、得易科罰金。臺灣高等法院高雄分院二審判決，洪智坤由中國國民黨前高雄市議員戴德銘處獲悉吳敦義帶林益世拜會鄒若齊，拜會之目的是為了選舉而非爐渣利益分配，且拜會之時間為2011年9月，洪智坤仍虛構「密會喬事」文章質疑吳敦義與鄒若齊涉入林益世索賄案，已超出對公益議題合理評論範圍，構成誹謗罪，故判處洪智坤有期徒刑3個月定讞。2015年6月4日，洪智坤在《聯合報》、《中國時報》及《自由時報》頭版刊登道歉啟事，向中鋼與鄒若齊道歉；同日，洪智坤在facebook說，特偵組沒有積極偵查他所提供的人證物證，還發新聞稿替吳敦義辯解，法院也據此判他敗訴，「司法上討不回來的公道，就待吳敦義出來參選時說個清楚」；同日，吳敦義到中鋼參加中國工程師學會年會，會後受訪時說，用膝蓋想也知道，2011年7、8月當時他是行政院長，他到中鋼一定會有董事長、總經理及許多一級主管出面相迎，也會留下紀錄，中鋼也會發新聞稿，洪智坤「居然幻想我到中鋼談秘密」，洪智坤敗訴是天經地義，但他已不計較，洪智坤「有仇就來復吧」。2015年6月5日，洪智坤回批，吳敦義想要參選總統，至少民調也要追上洪秀柱，「老是吊車尾的白海豚就像政壇小模，誰有閒功夫理他？」

### 在野整合
2014年3月5日，民進黨中執會，中執委洪智坤提出「在野整合勝選方案」，遭到以段宜康為首的幾位中執委反對，最後並未獲得通過。
2014年3月6日，段宜康與洪智坤在facebook互罵。段宜康批評，兼任柯文哲競選辦公室顧問的洪智坤是「選舉掮客」，「利用黨內職務，販售政治權力；和為了打擊對手，對柯文哲戴紅帽子，一樣卑劣、一樣令人厭惡」；洪智坤大剌剌地以黨外候選人選舉顧問的身分在民進黨中執會提案，其實授人話柄、徒惹爭議，反而增加了在野整合的困擾。洪智坤反擊，段宜康身為民進黨台北市長徵詢小組召集人，沒積極推動在野整合，還拉幫結派對柯文哲進行人身攻擊，形同圍毆柯文哲，令人不齒；當日中執會中，多數人都認為民進黨必須要有一個與在野人士整合的機制，唯獨段宜康數度發言反對；如果段宜康對台北市長選舉有這麼大的使命感，段宜康應該親自參選，不要只躲在不分區立委身分底下操弄派系衝突；段宜康利用民進黨台北市長徵詢小組召集人的職權圍毆柯文哲，動用新潮流系縣市長為台北市長參選人顧立雄拍攝助選廣告，不只是「選舉掮客」，更是「權力黑幫」。

### 性騷擾
2023年，台灣MeToo運動揭露洪智坤曾在2010年性騷女導演，將女導演約進汽車旅館討論腳本，且還在過程中表示，他可以用金錢幫忙其「完成理想」，但條件是「偶爾可以讓我任性一下」，後來更出手環抱、摸胸。事件曝光後，洪智坤在社群媒體認錯致歉。接著又有一名女性受害者在得知自己並非單一受害人後，也在網路上揭露了自己曾受洪性騷的事件，並指控洪智坤絕對是慣犯，更稱早在2005或2006年時，因急需用錢，洪是她以前做政治工作時熟悉的前輩，她當時跟他打電話借錢，洪說可以借10萬，但要「幫我洗澡」，讓她嚇到掛電話，對此洪智坤再次道歉，並說將懺悔到生命盡頭。
2024年2月1日，被開除民主進步黨黨籍。

## 外部連結
- 洪智坤的Facebook專頁